# Alain de Boissieu

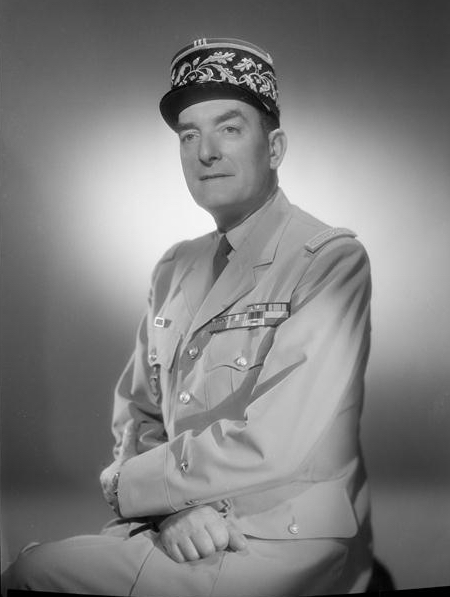

Alain de Boissieu (* 5. Juli 1914 in Chartres, Département Eure-et-Loir; † 5. April 2006 in Clamart bei Paris) war ein französischer Offizier, zuletzt von 1971 bis 1975 Chef des Generalstabes. Er war der Schwiegersohn von Charles de Gaulle.

## Leben
Alain de Boissieu war der Sohn eines Versicherungsfachmannes. Die Eltern stammten aus Forez und Lyon. Alain de Boissieu war zwischen 1936 und 1938 Schüler an der Militärschule École Spéciale Militaire de Saint-Cyr und ab 1938 Schüler an der französischen Artillerieschule in Saumur. Er war Offizier der Kavallerie während des Zweiten Weltkriegs. Frankreich unterlag der Wehrmacht in wenigen Wochen und de Boissieu geriet 1940 in deutsche Kriegsgefangenschaft. Es gelang ihm, im März 1941 in die Sowjetunion zu fliehen. Dort wurde er aufgrund des deutsch-sowjetischen Nichtangriffspaktes interniert. Nach dem deutschen Angriff auf die Sowjetunion wurde er entlassen und gelangte nach London, wo er sich General de Gaulle und den Truppen des freien Frankreichs anschloss. Im Jahr 1942 wurde er zum französischen Hochkommissar im Indischen Ozean ernannt. Von 1944 bis 1945 nahm er an militärischen Aktionen der frei-französischen Truppen teil. Unter anderem war er 1944 an der Landung in der Normandie und der Befreiung von Paris beteiligt.
1946 heiratete er Élisabeth de Gaulle, die Tochter Charles de Gaulles.
Von 1956 bis 1959 war er Regimentskommandeur im Algerienkrieg. Anschließend wurde er Inspekteur der Panzer- und Kavallerieeinheiten. 1962 erhielt er den Befehl über eine Panzerbrigade. Er saß am 22. August 1962 im Auto seines Schwiegervaters, als auf de Gaulle das Attentat von Petit-Clamart verübt wurde. Niemand wurde verletzt. Drahtzieher war die rechtsradikale OAS, die es de Gaulle übelnahm, dass er Algerien in die Unabhängigkeit entlassen hatte. Von 1964 bis 1967 befehligte er die Militärakademie Saint-Cyr. Ab Mai 1971 war er Mitglied des Obersten Kriegsrates Frankreichs und Generalstabschef der Armee.
Alain de Boissieu wurde mit etlichen Orden ausgezeichnet und auch zum Großkanzler der Ehrenlegion ernannt.

## Schriften
- Pour Combattre avec de Gaulle (1940–1945). (Erinnerungen, Bd. 1), Plon, Paris 1981, ISBN 2-259-00856-9.
- Pour servir le Général (1946–1970). (Erinnerungen, Bd. 2), Plon, Paris 1982, ISBN 2-259-00966-2.